# Biom
Biom je najširša naravna skupnost rastlin in živali, ki nastane pod vplivi okolja, zlasti tal in podnebja. V vsakem biomu je enoten tip klimaksnega rastlinstva, sestava posameznih rastlinskih vrst v določenih delih bioma pa se lahko razlikuje. Različni tipi rastlinskega sveta pa vplivajo tudi na vrstno sestavo živalskih združb.